# Bedsa

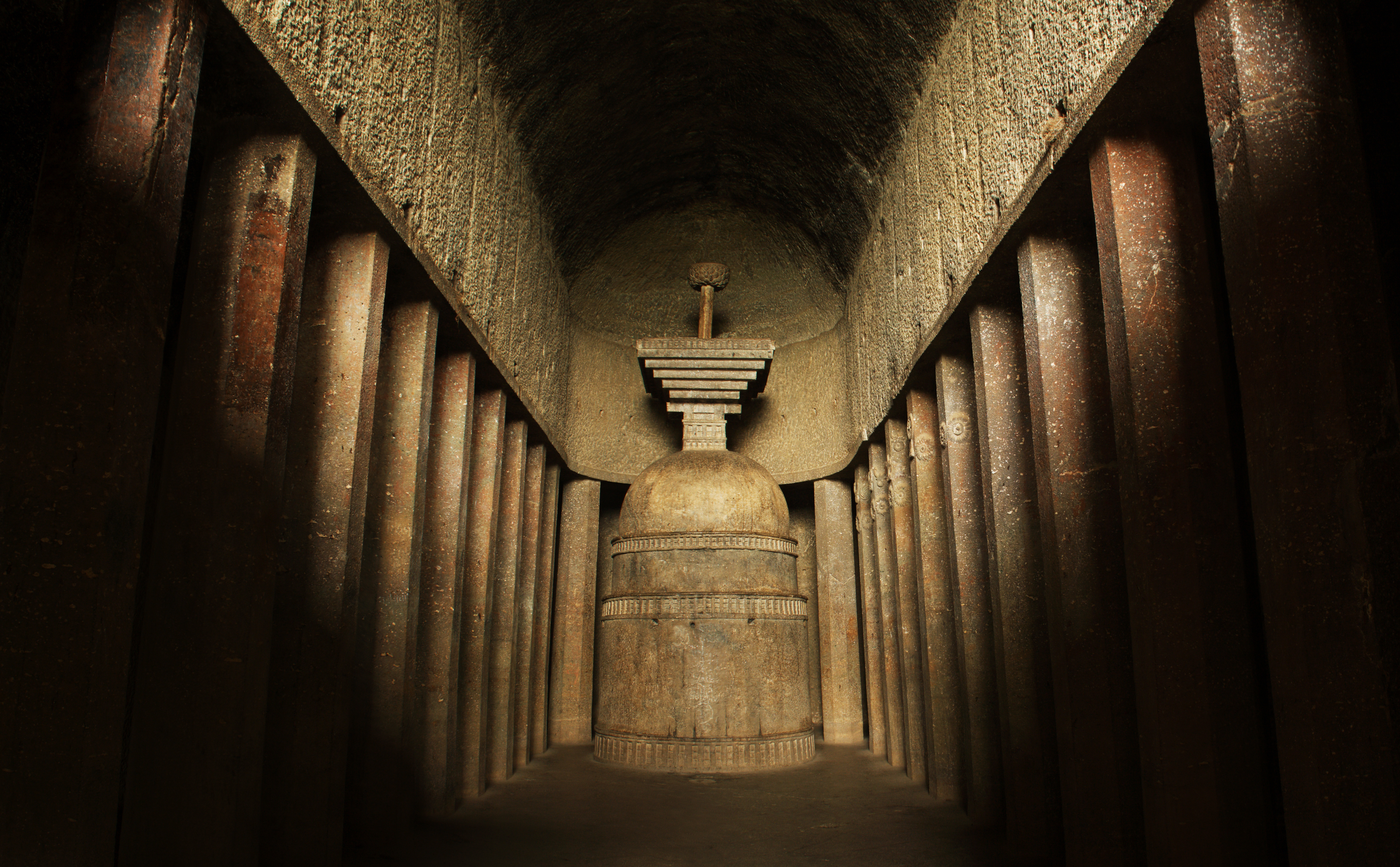
Komplex Bedse

Bedsa (též Bedse) je komplex buddhistických kamenných chrámů v indickém státě Maharasthra.
Původ komplexu je možno vysledovat až do 1. století př. n. l. Komplex sestává ze dvou hlavních částí vytesaných ve skále – modlitební haly Chaitya se stúpou a kláštera Vihara. Další malá stúpa se nachází zvenčí vpravo od hlavních jeskyní. V obou jeskyních je vytesaná výzdoba, ačkoliv méně zdobná než v případě pozdějších staveb. Vzhledem k tomu, že jeskyně jsou orientovány východním směrem, je doporučováno navštívit komplex v ranních hodinách, kdy sluneční svit zvýrazňuje výzdobu hal.
V blízkém okolí se nacházejí známější komplexy Karla a Bhaja a také čtveřice pevností Lohagad, Visapur, Tung a Tikona nedaleko přehrady Pawana.

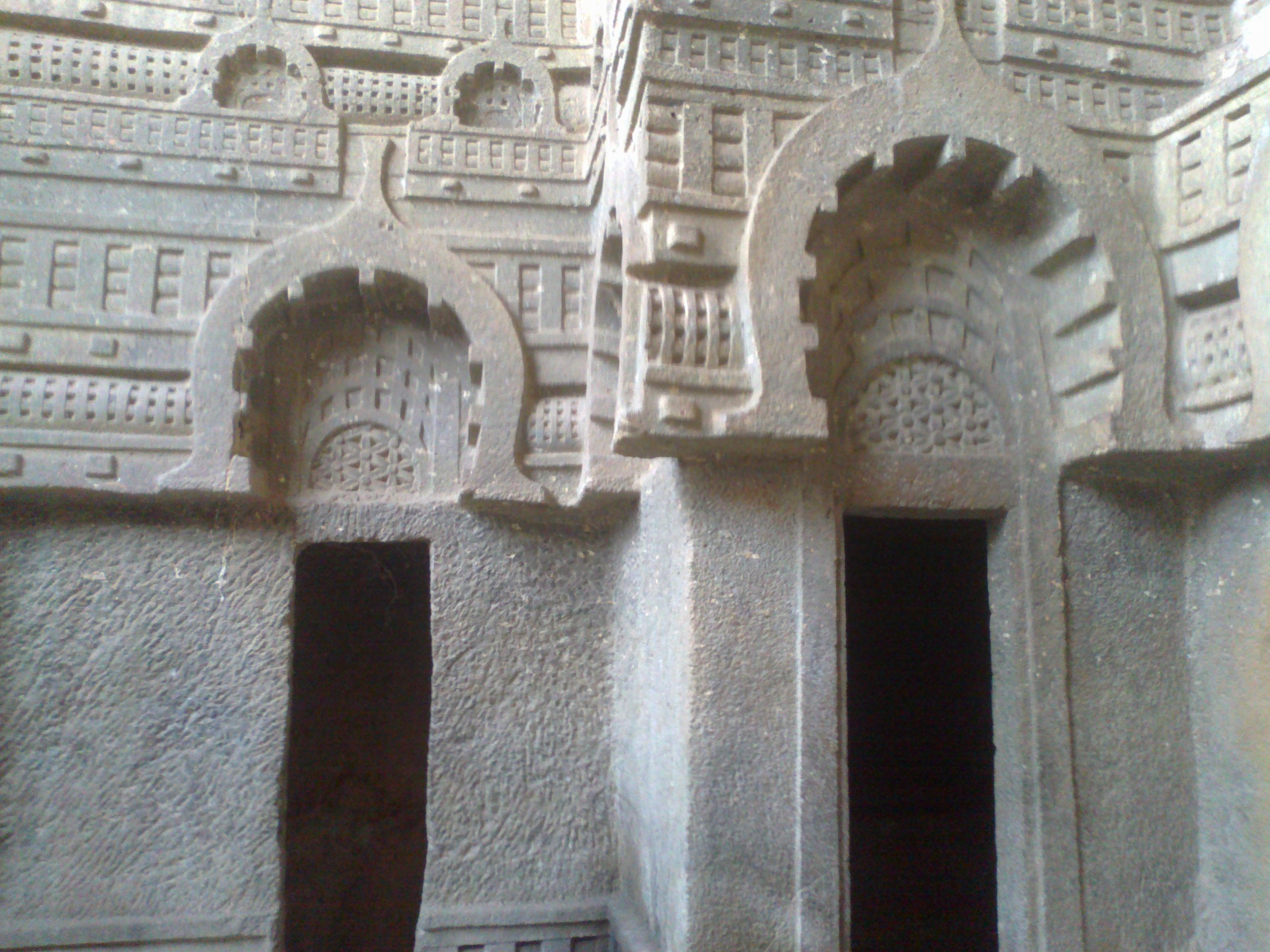
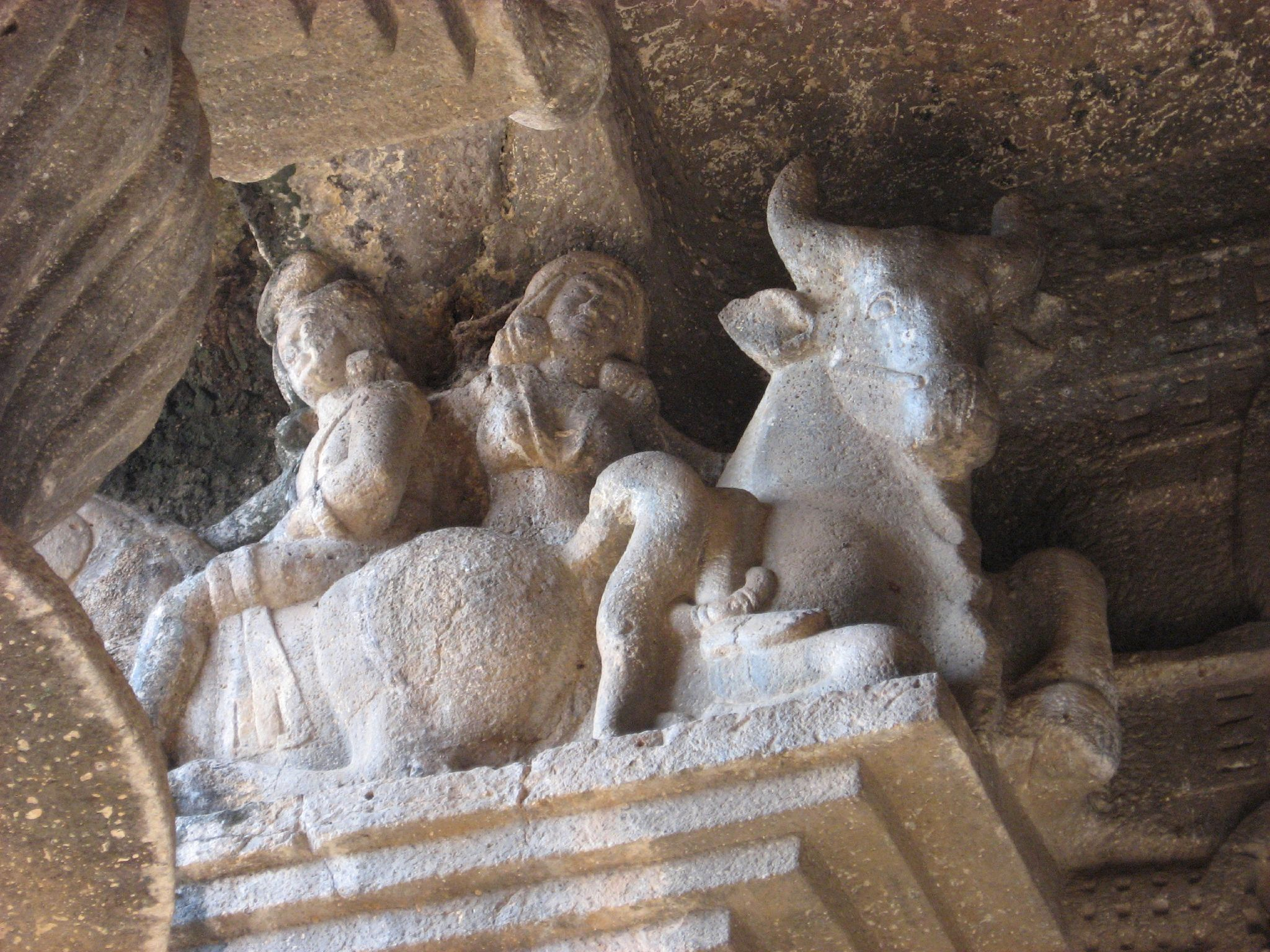
Detail výzdoby nad hlavním vchodem
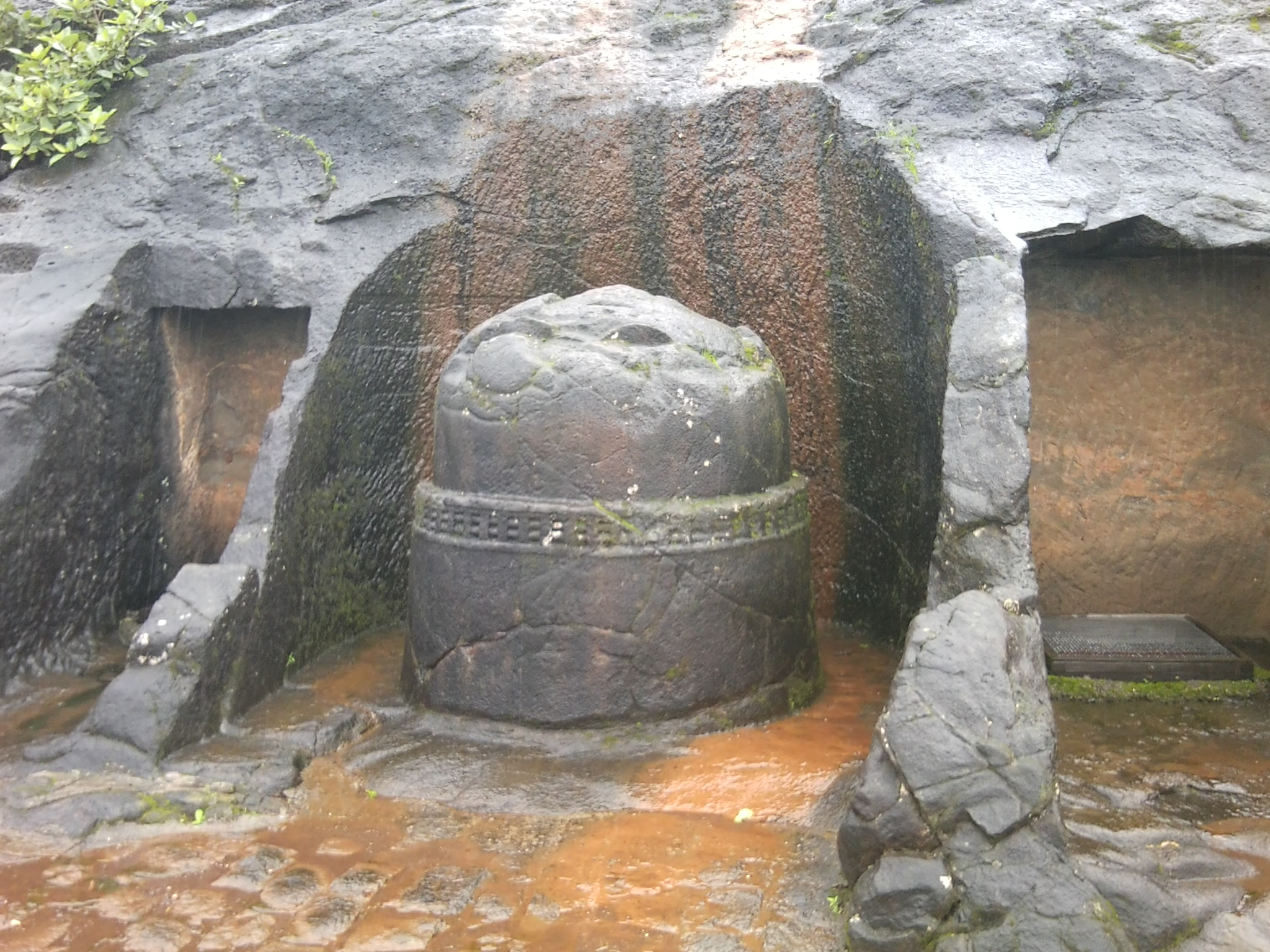
Malá stúpa před komplexem
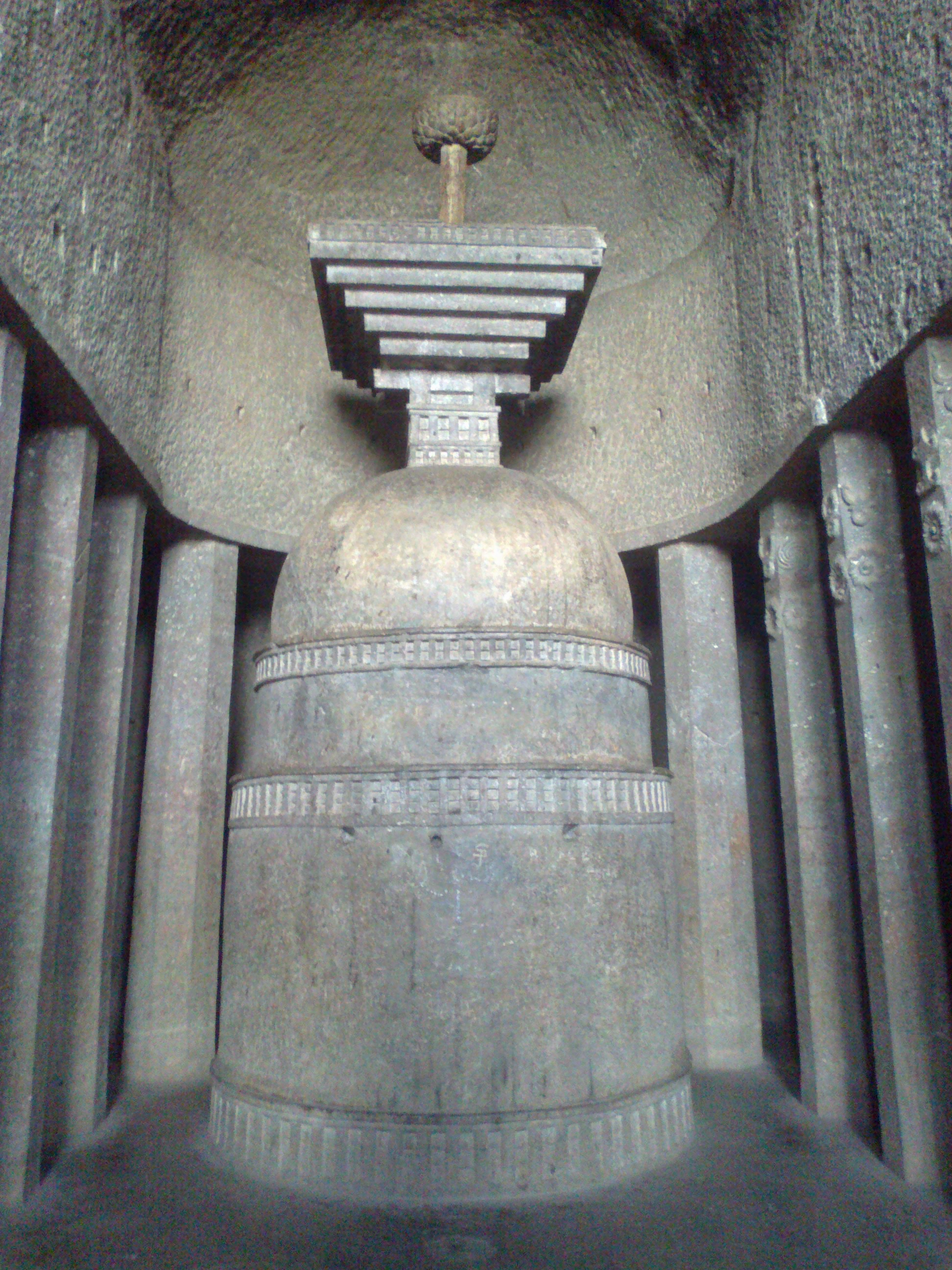
Chaitya
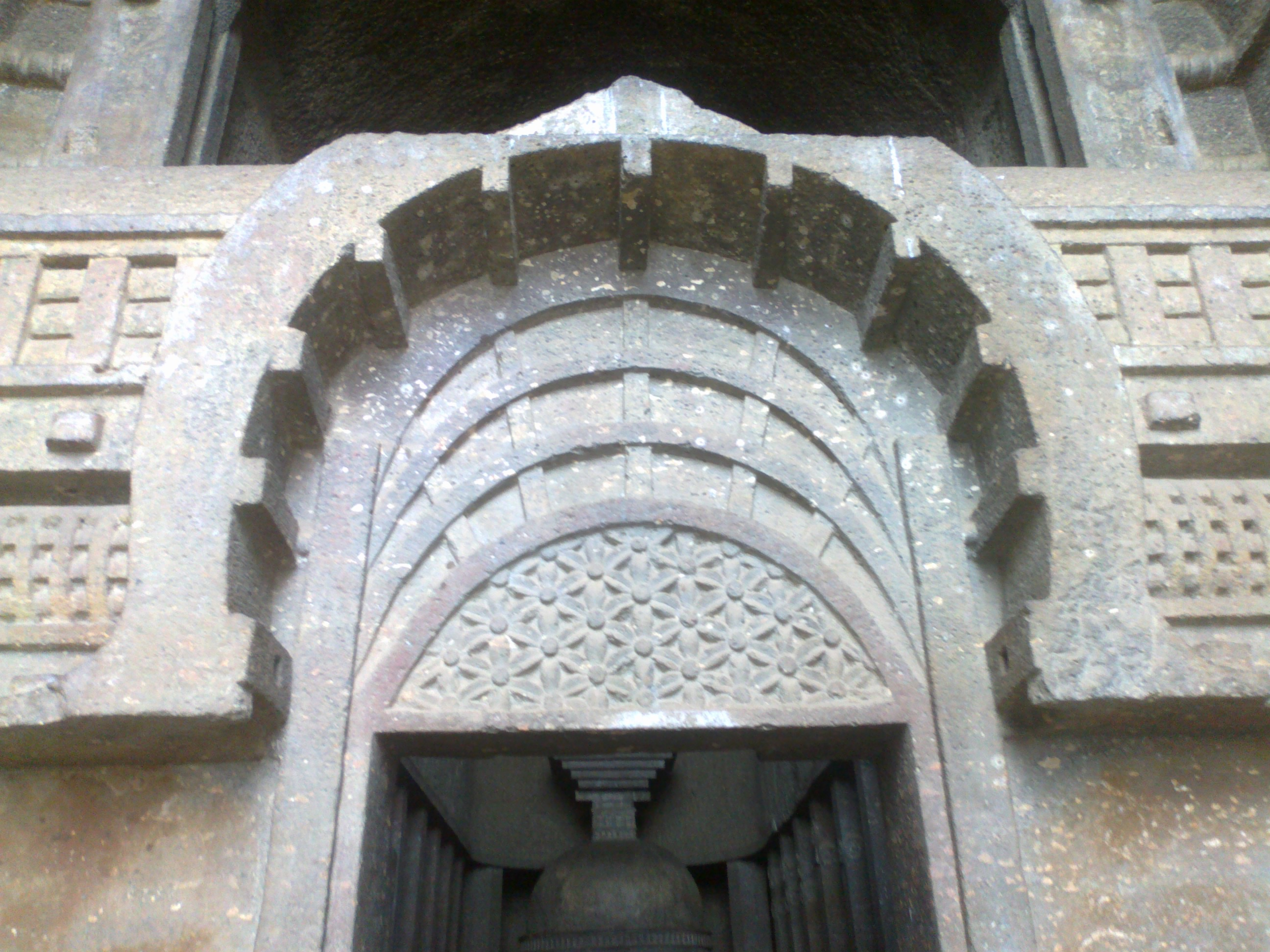
Výzdoba s rostlinným motivem
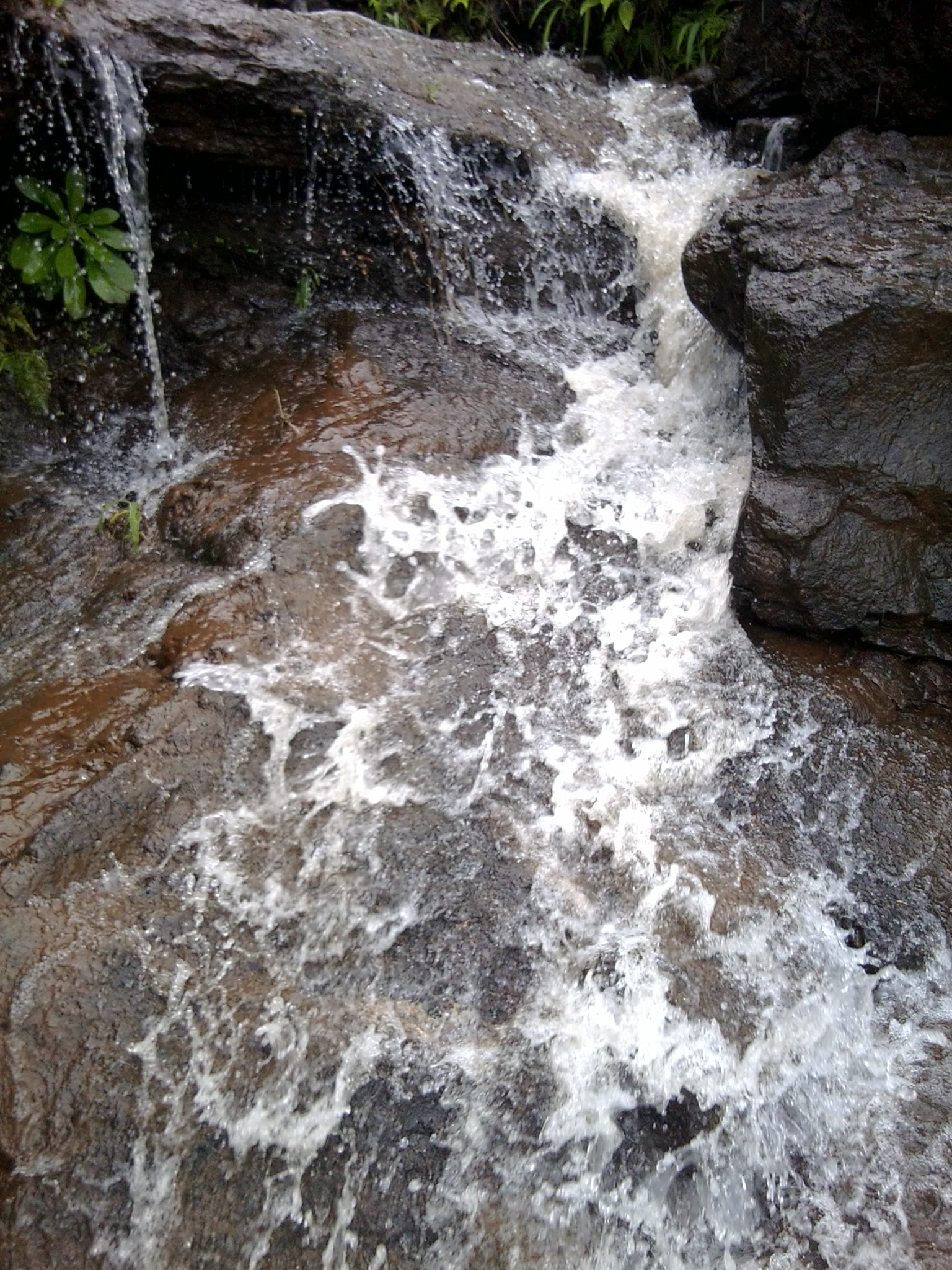
Vodopád
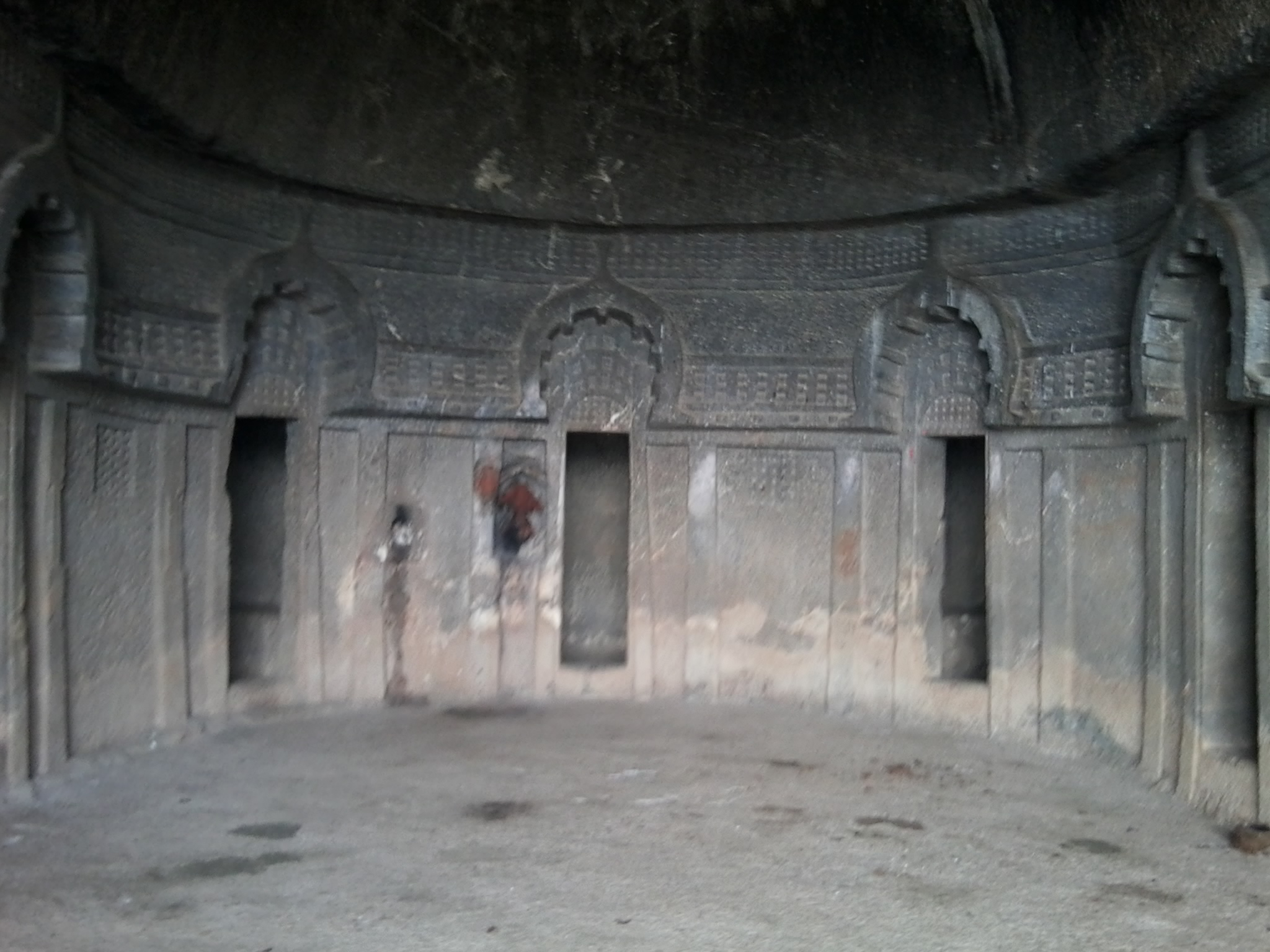
Vihara